# برج إسلام
برج إسلام قرية تتبع ناحية عين البيضاء، في محافظة اللاذقية. يبلغ عدد سكانها حوالي ٤٠ الف نسمة. غالبيتهم من عرق تركمان سوريا. عدد مساجد في بلدية برج اسلام خمسة وهو الرحمة.مسجد سلام.مسجد صوفان مسجد الحسين ومجسد السويدي. برج هي بلدة مطل على بحر متوسط. ويوجد فيها مطار .مستوصف. ومعاصر زيتون وايضا يوجد فيه ميناء وسوق تجاري واكثر من محلات تجارية وملابس والاسماك والمطاعم ومكتبات وصيدليات ومركز صحي وملابس مركز بلدية ومركز كهرباء والهاتف. يتكلم سكان قرية عربي وتركي 
تقع في أرض سهلية متموجة تنحدر نحو الشمال الغربي، تعد جزءاً من المصطبة الساحلية الوسطى. تظهر في غربها حواف صخرية تدل على حدود المصاطب البحرية بوضوح.
تربتها كلسية ضحلة، تبعد 8كم عن بلدة عين البيضا غرباً ويبعد عنها شاطئ البحر الأبيض المتوسط مسافة 1 كم باتجاه الشمال الغربي. تكثر فيها مظاهر الحت الساحلي من نتوءات ومغاور. وتوجد إلى الشمال الغربي منها جزيرة النعمان.